# Piesenkam
Piesenkam ist ein Gemeindeteil der Gemeinde Waakirchen im oberbayerischen Landkreis Miesbach.

## Geschichte

### Mittelalter
Das Dorf entstand wohl aus einer Ansiedlung mehrerer Bauernhöfe an einer Kapelle, die zu Ehren des heiligen Jakobus am Jakobsweg, der noch bis heute durch den Ort führt, errichtet wurde. Erstmals urkundlich erwähnt wurde Piesenkam im Jahr 818 unter dem Namen Poasinpurron („bei den Gebäuden des Poaso“). Im 10. Jahrhundert kam das Gebiet um Piesenkam unter die Herrschaft der Grafen von Wolfratshausen. Diese hatten auch die Vogtei über das Kloster Tegernsee. Die seit Beginn des Mittelalters angesiedelten Freibauern konnten ihren Besitz nicht auf Dauer halten. Anders als in der Region üblich, gehörten dem Kloster Tegernsee letztendlich mit nur 60 % relativ wenig der Piesenkamer Güter, weil die ortsansässige Kirche mehr als 30 % der Anwesen in ihren Besitz brachte.

### Barock

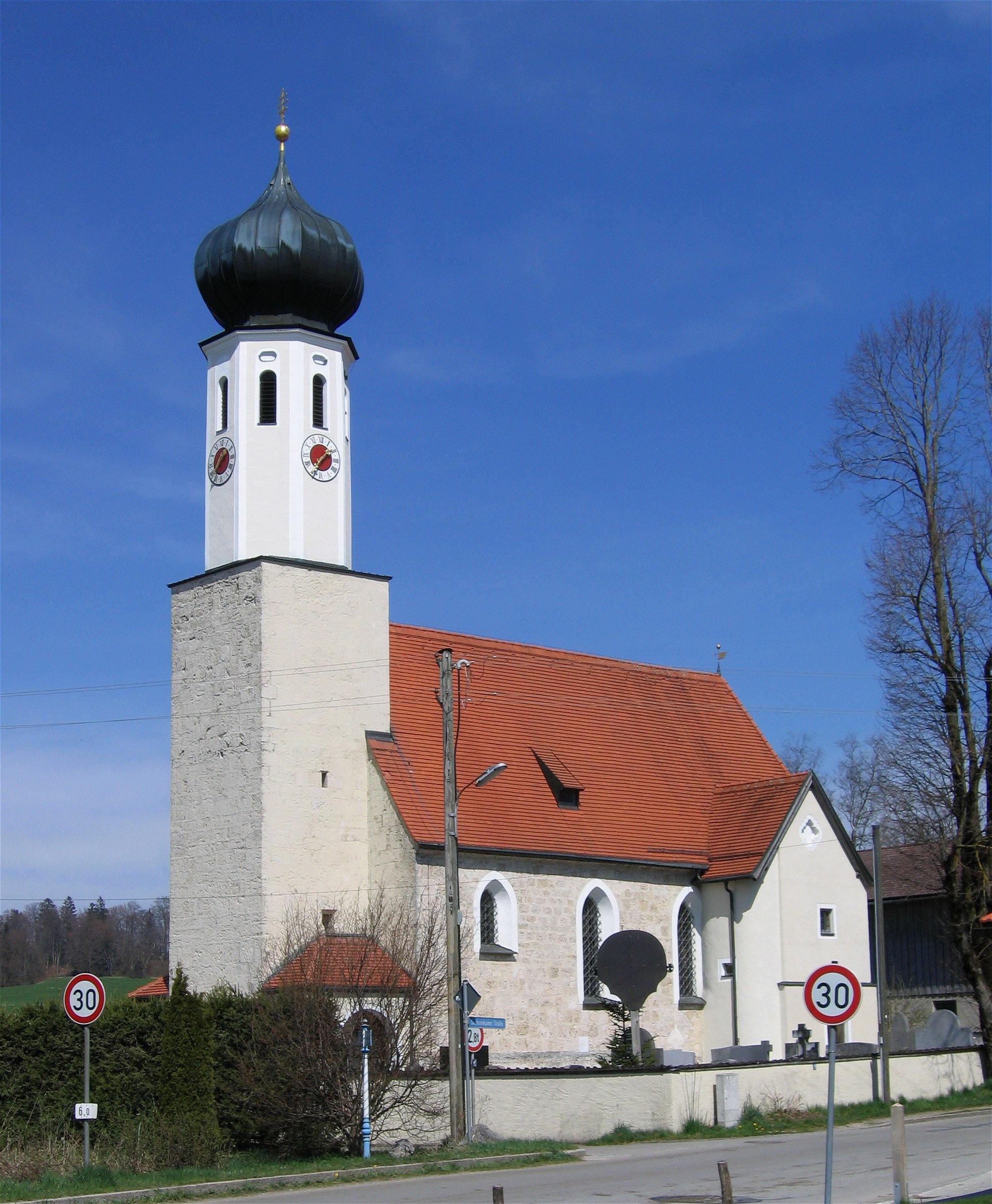
Katholische Filialkirche St. Jakobus d. Ä. in Piesenkam

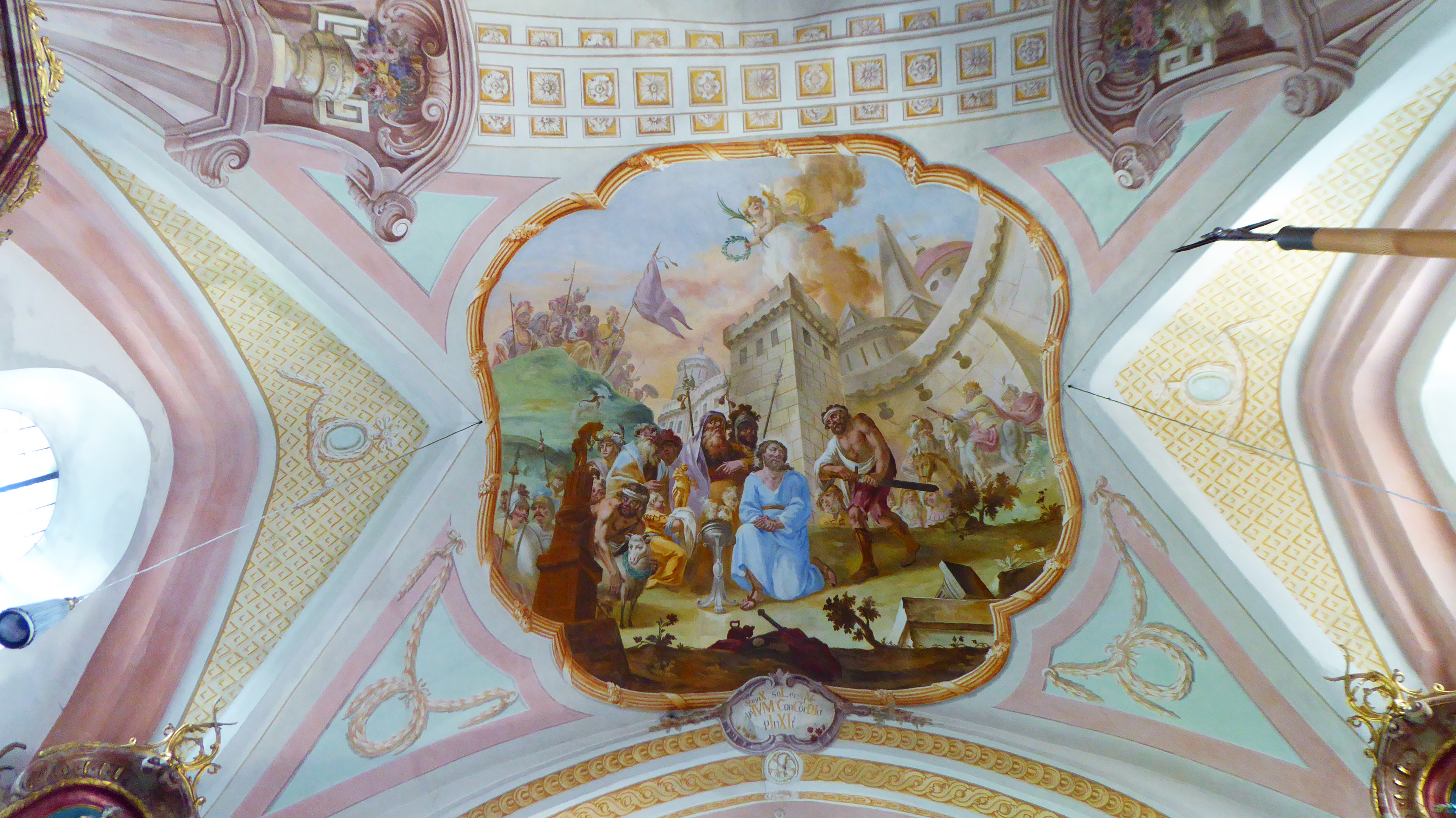
Zentrales Deckenfresco von St. Jakob

Im Barock wurde die Dorfkirche erneuert. Dabei entstanden die bis heute erhaltenen Deckenfresken und Hochaltäre. Die Fenster mit den gotischen Spitzbögen blieben aber erhalten.
Ebenfalls in dieser Zeit entstand die Allgau-Kapelle, eine ehemals viel besuchte Wallfahrtskapelle, im Wald östlich der Ortschaft. Diese ist Gregor dem Großen und der Gottesmutter Maria geweiht. Das Patrozinium (im Volksmund Kappekirta) wird jedes Jahr an Mariä Himmelfahrt gefeiert. In die Kapelle integriert ist eine Einsiedlerwohnung für den sog. Klausner, der dort in der ersten Hälfte des 18. Jahrhunderts auch Schulunterricht gab.

### Zweiter Weltkrieg
Aufregung kam auf, als über Nacht die bereits zur Abholung aufgestellten Glocken der Allgau-Kapelle, die zusammen mit den Glocken der Jakobus-Kirche für die Waffen- und Munitionsproduktion eingeschmolzen werden sollten, verschwanden. Nach dem Krieg läuteten die Glocken plötzlich wieder. Ein Knecht hatte die Glocken heimlich vergraben.

## Politik

### Gemeinde
Piesenkam gehörte bis zur Gebietsreform im Jahr 1978 zur Gemeinde Schaftlach. Seit dem 1. Mai 1978 gehören beide Orte der Gemeinde Waakirchen an.

### Wappen
Offiziell hat Piesenkam kein Wappen. Es gibt aber ein inoffizielles Wappen, das vor allem vom Burschenverein des Öfteren verwendet wird.

### Pfarrei

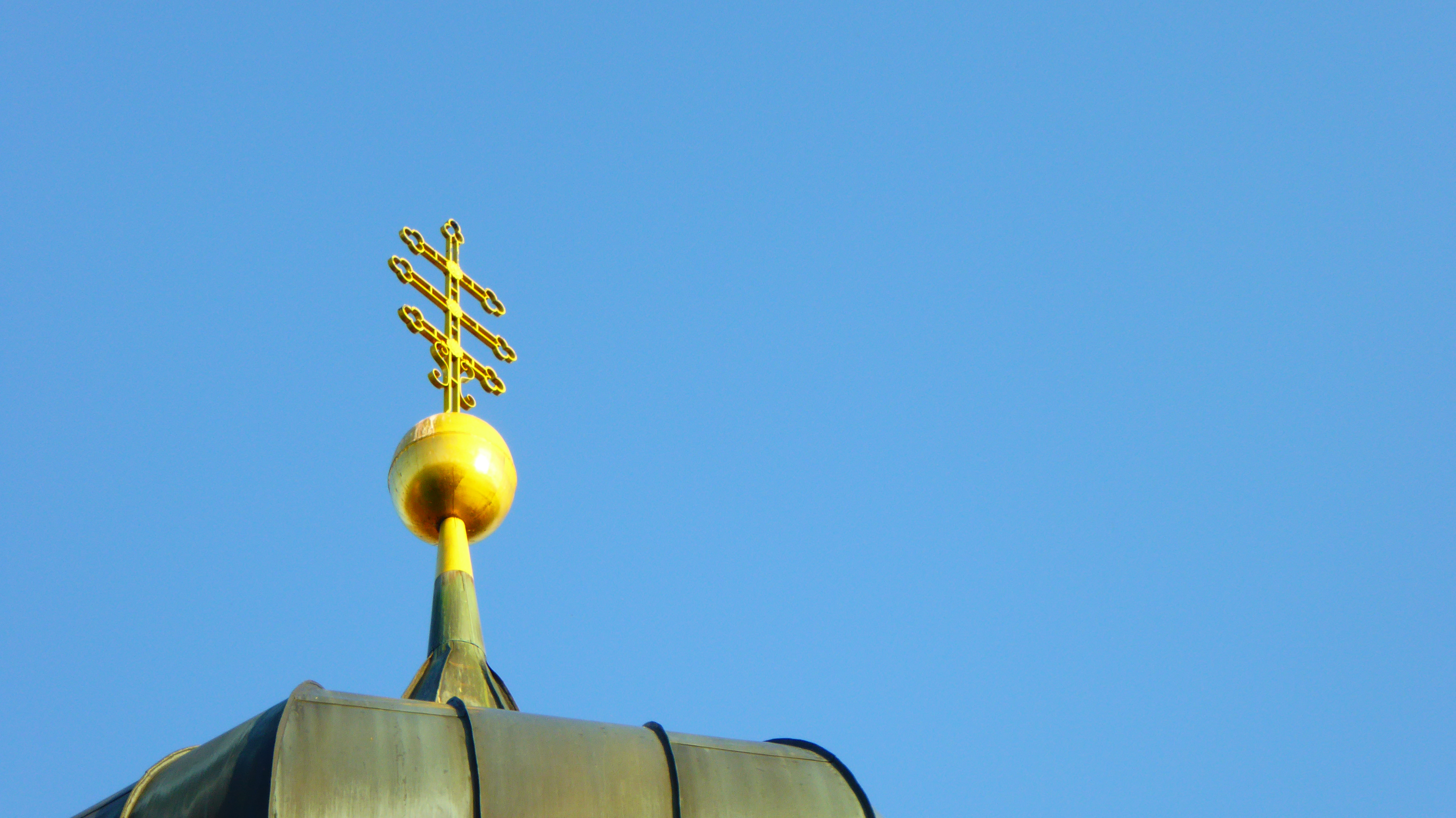
Kirchturmkreuz St. Jakob Piesenkam

Im Gegensatz zu den anderen Gemeindeorten gehört Piesenkam nicht zum Pfarrverband Waakirchen-Schaftlach, sondern zur Pfarrei Sachsenkam. Versuche von Seiten Schaftlachs in den 1950er Jahren und zu Beginn des 21. Jahrhunderts, die Filialkirche St. Jakobus in die Pfarrei Schaftlach zu integrieren, scheiterten am Widerstand der Piesenkamer.

## Geographie
Piesenkam liegt an der äußersten Westgrenze des Landkreises Miesbach. Im Westen grenzt es an die Gemeinde Sachsenkam an. Sachsenkam ist außerdem der einzige Nachbarort Piesenkams, der nicht durch ein Waldstück abgetrennt ist. Südlich von Piesenkam liegt Schaftlach und im Osten Warngau. Im Norden befindet sich der Eiberg.
Die Moränenlandschaft um Piesenkam entstand durch vom Isar-Loisach-Gletscher aufgeschobene Geröllberge. In der Vorzeit war dieser Landstrich vom Tethysmeer bedeckt.

## Piesenkamer Lied
Das Piesenkamer Lied wurde von Josef Manhart, Brosl-Bauer von Piesenkam, geschrieben und komponiert. In der ursprünglichen Version schließt sich der Jodler an jede Strophe an. Heutzutage wird er aber meist nur am Ende des Lieds, als "letzte Strophe" gesungen.

Der Text des Lieds lautet:

Ich kenn ein Dörflein still verborgen

hinter Hügeln, rot bedacht,

doch so still und ohne Sorgen,

hat mir das Herz so warm gemacht.

Schöne Aussicht auf die Berge,

frohes Lied im Feierklang,

auf diesem kleinen Fleckchen Erde

liegt meine Heimat Piesenkam,

auf diesem kleinen Fleckchen Erde

liegt meine Heimat Piesenkam.

<Jodler>

Auf Waldeshügel die Kapelle,

der Mutter Gottes ist's geweiht,

dorthin wandert manche Seele,

findet Trost in ihrem Leid.

Und es läuten dort die Glocken,

wieder froh wie Engelsang,

die schelmisch sich im Krieg versteckten

in meiner Heimat Piesenkam,

die schelmisch sich im Krieg versteckten

in meiner Heimat Piesenkam.

<Jodler>

Vertraut und einsam kannst du träumen,

ungestört vom Weltgescheh'n,

unter schönen duft'gen Bäumen,

in der Natur die Wunder seh'n.

Und in der Arche werd's oft gmiatlich,

wenn sich trifft der alte Stamm.

Do werd dann Kartn gspuit und gsunga

in meiner Heimat Piesenkam.

Do werd dann Kartn gspuit und gsunga

in meiner Heimat Piesenkam.

<Jodler>

Und wenn der Petrus winkt vom Himmel,

sagt er gar: "Die Zeit ist aus."

Dann gschwind nomoi mei Zither nimm i

zum Abschied von meim Vaterhaus.

Das letzte Lied noch auf den Lippen,

pfür Gott ihr Lieben, halt's fest zam,

bleibt treu dem alten Brauch und Sitten

in meiner Heimat Piesenkam,

bleibt treu dem alten Brauch und Sitten

in meiner Heimat Piesenkam!

<Jodler>

Jodler:

Holaria, holariaho,

holaria, holariaho,

holaria, riariaho,

holaria, riariaho!

## Persönlichkeiten
- Heinrich Faltermeier (1909–1999), Bildhauer
- Egbert Lammers (1908–1996), Glasmaler

## Denkmalgeschützte Gebäude
In der Liste der Baudenkmäler in Waakirchen sind für Piesenkam acht Baudenkmäler aufgeführt, darunter
- die katholische Filialkirche St. Jakobus der Ältere und
- die Wallfahrtskapelle Sankt Gregor d. Gr., eine sogenannte Allgaukapelle.

## Vereinsleben
- Freiwillige Feuerwehr Piesenkam (gegr. 1899)
- Burschenverein Piesenkam (Gründungsdatum unbekannt)
- Schützengesellschaft Piesenkam (gegr. 1990)
- Heimat- und Volkstrachtenverein Schaftlach-Piesenkam (gegr. 1904)
- Krieger- und Reservistenverein Sachsenkam-Piesenkam
- Fremdenverkehrsverein Sachsenkam-Piesenkam